# Тромбектомија
Тромбектомија је метода уклањање крвног угрушка (тромба) из  артерије или вене.  Она може да поврати проток крви у виталне органе, као што су ноге, руке, црева, бубрези, мозак или други виталне делове тела, и тако  значајно смањи ризик од смрти или трајне инвалидности ако се изврши брзо. Може  се изводи као посебна ендоваскуларна радиолошка интервенција која се зове ендоваскуларна тромбектомија (ЕВТ).  
Она je супротна метода од тромболизе (растварања угрушка) тромболитичким лековима (нпр. алтеплазом или ретеплазом), а користи се као алтернатива или као допунска метода. Тромбектомија је операција уклањања крвног угрушка из артерије или вене. Процедура може да поврати проток крви у виталне органе, као што су ноге, руке, црева, бубрези, мозак или други витални органи. Тромбектомија може значајно смањити ризик од смрти или трајне инвалидности ако се изврши брзо. 
Обично се изводи у можданим (церебралним) артеријама (као интервентна неурорадиологија) или као терапија за регулацијуи исхемије код неких исхемијских можданих удара (код  пацијената код којих постоји  блокада крвног суда угрушком или тромбом). Изводи се уметање катетера у артерију и пласира до угрушка, који се затим механички уклања. Поступак се обично изводи у року од шест сати од можданог удар.   
Ефикасност тромбектомије код можданих ударе потврђена је у неколико рандомизованих клиничких испитивања спроведених у различитим медицинским центрима широм света. 

## Основне информације
Тромбектомија је хируршка метода уклањања крвног угрушка из крвног суда (артерије или вене), који може прекинути проток крви до екстремитета и/или виталних органа који може бити опасан по живот. Због виталне угроженисрти пацијента тромбектомија се сматра ургентном интервентном терапијом  како би се обновио проток крви кроз угрожен крвни суд. Пожељно је да се изврши у року од неколико сати како би се спречиле компликације које угрожавају живот или удове пацијента.
Нека од најчешћих места за појаву крвних угрушака су ноге, руке, црева, мозак, плућа и срце.

## Индикације
Индикације за тромбектомију су сва стања у којима се крвни угрушак  не може лечити лековима као што су антикоагуланси (разређивачи крви) или тромболитици (лекови за уништавање угрушака), како би се уклањање угрушка  који блокира доток крви у одређени део вашег тела, пацијент довео у опасност од:
- смрти.
- емболије (када се тромб одвоји са једне локације и путује на другу локацију у телу).
- трајног оштећење ткива или органа.

Најчешће индикације су:
- Дубока венска тромбоза (ДВТ) .
- Акутна исхемија артерија удова горњих или доњих екстремитета.
- Акутна мезентерична исхемија.
- Оклузија бубрежне артерије.
- Срчани удар (инфаркт миокарда) .
- Плућна емболија .
- Мождни удар.

Не захтевају сви крвни угрушци интервенцију. Неки крвни угрушци захтевају само лечење лековима као што су антикоагуланси или тромболитици. Антикоагуланси су лекови који разблажују вашу крв како би спречили стварање више крвних угрушака и дали телу времена да покуша да раствори угрушке који нису хитни током времена. Одлука о томе да ли  је потребан антикоагулант, тромболитик или тромбектомија заснива се на више фактора и индивидуалне одлуке лекара. 

## Контраиндикације
Кионтраиндикације за тромбектомију могу бити:
- Крвни угрушак на месту до које је тешко доћи.
- Крвни угрушак у веома малом крвном суду .
- Крвни угрушак који се може лечити лековима.
- Претходно постојећи поремећај крви.
- Интракранијално крварење (крварење у мозгу).
- Веома висок крвни притисак који се не може адекватно лечити.
- Хронични угрушак који је присутан више од 30 дана.

## Врсте
Постоје две велике категорије тромбектомија:

#### Хируршка (отворена) тромбектомија
Током хируршке тромбектомије, хирург прво прави рез да би дошао до блокираног крвног суда, потом пресеца  крвни суд и кроз тај отвор уклања крвни угрушак помоћу балона, а затим поправља крвни суд.

#### Перкутана (минимално инвазивна) тромбектомија
Током механичке тромбектомије, хирург уводи посебне уређаје кроз катетер који може или мацерирати или усисати угрушке из крвног суда. Преостале остатке угрушака хирург уклања инфузијом у то подручје локалним лековима за растварање угрушака. Неке од ових техника су познате као:
- Механичка тромбектомија усмерена катетером са или без тромболизе.
- Аспирациона тромбектомија усмерена катетером.
- Тромболиза усмерена катетером.